# Čičava
Čičava (též Čičva) je zřícenina hradu na Slovensku asi 13 km od Humenného nad obcí Sedliská na vápencovém kopci nad silniční křižovatkou. První písemná zmínka je z roku 1317, roku 1527 byl vypálen, roku 1711 obsazen královským vojskem. Vlastnily ho rody Rozgoňů, Bátoriů, Nariů.
Hrad Čičava stojí na skalisku nad obcí Sedliská na pravém břehu Ondavy. Nachází se na okraji Východoslovenské pahorkatiny, v celku Beskydské předhůří, oddělující Ondavskou vrchovinu od Vihorlatských vrchů.

## Historie

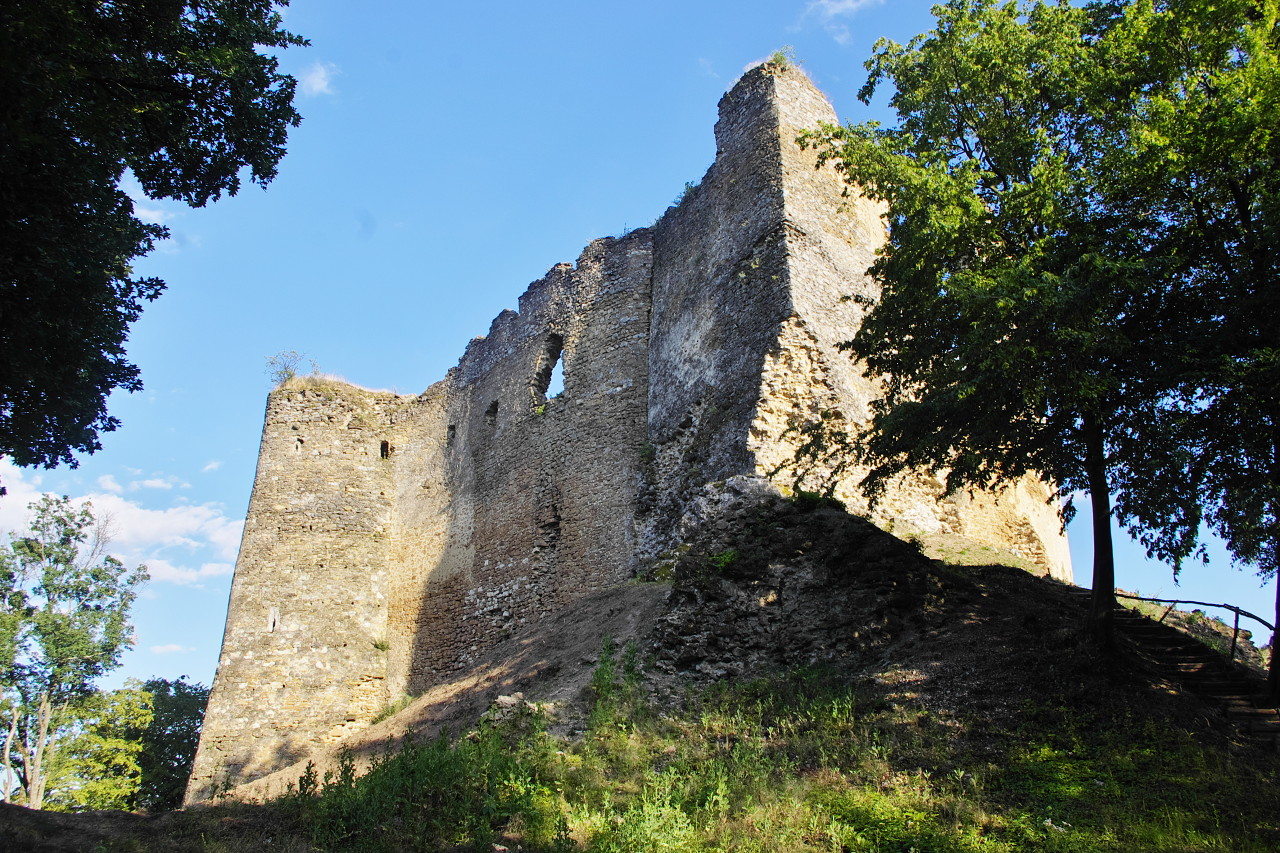
Hrad Čičava

V roce 1270 daroval uherský král Štefan V. magistru Reynoldovi čičavské majetky, ovšem hrad v té době ještě nestál. Postaven byl pravděpodobně někdy mezi lety 1309–1316. Jeho funkcí bylo střežit obchodní cestu do Polska v průsmyku Polská brána. Postupně se stal centrem panství, pod které spadalo až 60 obcí. Během existence vystřídal řadu majitelů, kteří jej rozšiřovali a opevňovali. Ani to však nezabránilo dobytí. Roku 1527 jej dobyl a vypálil Jan Zápolský. V té době na hradě sídlil archiv Zemplínské stolice, který také vyhořel. V roce 1684 byl hrad dobyt během Thökölyho povstání. Hrad byl sice opraven, ale roku 1704 jej dobyli kuruci Františka II. Rákócziho. Ti jej drželi do roku 1711, kdy se velitel hradu František Barkozi bez boje vzdal. Krátce poté jej na příkaz generála Lauckena zbořili. Jádro hradu je částečně zakonzervováno.

## Popis
Původně se jednalo o malou pevnost s věží a nádvořím nepravidelného tvaru. Celý objekt byl obehnán hradbou. Největší přestavba proběhla na přelomu 15. a 16. století, kdy muselo být opevnění přizpůsobeno nové vojenské taktice a rozvoji palných zbraní. Přistavěna byla dělová bašta, která hlídala cestu vedoucí pod hradem. Baštami bylo opatřeno taky nádvoří.